# 丁香别墅
丁香别墅（又称兴国宾馆9号楼）位于中華人民共和國上海市长宁区华山路922号，原址为南汪家弄朱家厍乡村，毗邻丁香花园，建于1920年代，属于古典法国花园式，带门廊和老虎窗，主体为三层，结构为砖木，副楼称望云草堂用作藏书，占地面积1270平方米，建筑面积928平方米，花园面积1万多平方米。杜月笙曾购入过此别墅，并有程乃珊以此别墅为系的生活所撰写的小说集《丁香别墅》。1949后當局在此起草了“抓革命，促生产”的传单。1979年编为兴国宾馆9号楼。已被上海市人民政府列为上海优秀历史建筑。